# Aderus pendleburyi
Aderus pendleburyi é uma espécie de inseto besouro da família Aderidae. Foi descrita cientificamente por Maurice Pic em 1945.

## Distribuição geográfica
Habita na península da Malásia.